# Jetró
A la Bíblia hebrea, Jetró (en hebreu: יִתְרוֹ, estàndard: Yitro, tiberienc: Yiṯerô, que significa ‘la seva excel·lència / posteritat’; àrab: شعيب, Xuʿayb) era el sogre de Moisès, un pastor quenita i sacerdot madianita, però diferent de Reuel (o Raguel). Jetró era descendent d'Abraham a través del seu fill Madian. Jetró va tenir un fill anomenat Hobab i set filles.
A Èxode, el sogre de Moisès es denomina inicialment Reuel, però després com Jetro. També va ser identificat com a Hobab al Llibre del Nombres.
La tradició islàmica considera Jetró (amb el nom de Xuayb, àrab: شعيب, Xuʿayb) com un profeta, net de Madian (vegeu Xuayb ibn Mahdan).
La relació del Jetró bíblic amb l’islam i la religió drusa és controvertida. Alguns erudits afirmen que el Jetró bíblic no podria haver estat el pare / fundador de la religió drusa (cap al 1015 dC), ja que el Jetró bíblic va viure cap al 1400 aC, sent una mica més antic que Moisès. Aquesta data és anterior a la fundació de religions relacionades amb l'islam (aproximadament el 610 dC) per milers d'anys. Per tant, alguns erudits afirmen que Jetró no hauria de ser venerat com el fundador espiritual i el principal profeta per dret propi de la religió drusa, i considerat un avantpassat de tots els drusos.
Segons els drusos, la seva tomba es troba Nabi Xuayb (Galilea), mentre que per a la resta de musulmans la seva tomba és a la ciutat de Mahis (Jordània).

## En l'Èxode
Jetró va ser anomenat sacerdot de Madian i es va convertir en sogre de Moisès després que va donar a la seva filla, Sèfora, en matrimoni amb Moisès. Se’l presenta a Ex 2:18. Està escrit que Jetró vivia a Madian, un territori que s'estén al llarg de la vora est del golf d'Àqaba, al nord-oest d'Aràbia. Alguns creuen que Madian es trobava a la península del Sinaí. Els mapes bíblics de l’antiguitat mostren Madian en ambdues ubicacions.
Segons el llibre de l'Èxode de la Bíblia, Moisès es va refugiar entre els madianites després de fugir d'Egipte per haver matat un egipci que pegava un esclau hebreu. A prop d’un pou, va defensar contra uns pastors nòmades les set filles de Jetró que van anar a buscar aigua. En conseqüència, Jetró va convidar Moisès a casa seva i li va oferir hospitalitat, i amb el temps es va casar amb la seva filla Sèfora. No obstant això, Moisès va ser conscient que era un desconegut a l'exili, i va anomenar el seu primer fill (el net de Jetró) Gerxom (גֵּרְשֹׁם), que significa «desconegut en aquests llocs». Es diu que Moisès va treballar de pastor per Jetró durant 40 anys abans de tornar a Egipte per conduir els hebreus a Canaan, la «Terra Promesa».
El mateix llibre també anomena Reuel. Pel que fa al nom de "Hobab", s'esmenta al llibre dels Números i al llibre dels Jutges com a sogre de Moisès o fill del seu sogre, els versos són ambigus. És amb el nom de Jethro que el llibre de l’Èxode dona alguns detalls.
Abans de tornar a Egipte amb el seu germà Aaron, Moisès va a saludar a Jetró abans d'abandonar Madian amb «la seva dona i els seus fills». Durant el viatge, Séfora va circumcidar als seu fills.
Moisès, acompanyat dels hebreus, passa per la terra de Madian després d'haver complert la seva missió de fer-los sortir d'Egipte. Després de la batalla de Refidim contra els amalequites, va arribar a Jetró la notícia que, sota la direcció de Moisès, els israelites havien fugit d'Egipte, de manera que es va dirigir a reunir-se amb Moisès. Es van trobar al desert, a la «Muntanya de Déu». Moisès va relatar a Jetro tot el que havia passat, i després, segons Ex 18:9-12a:
Moisès i els hebreus es van dirigir cap al Sinaí, on Moisès rep la Llei.
Després d'aquest esdeveniment, va ser Jetró qui va animar Moisès a nomenar altres persones per a compartir la càrrega del ministeri a la nació Israel, i li aconsellà d'instituir la figura dels jutges, gent capacitada per impartir justícia, ja que fins aquell moment només ho feia Moisès i no podia descansar mai. D'aquesta manera, es van escollir homes respectats i es van declarar caps de miler, caps de centena, caps de cinquantena i caps de desena. Així, solament les causes més importants i que afectaven tot el poble d'Israel arribaven a Moisès. Aquests esdeveniments tenen lloc a la porció de la Torà Yitro.
Anys més tard, Moisès entra en guerra amb els madianites. Temen que els hebreus s'instal·lin a les seves terres i Moisès retreu als madianites, especialment a les seves dones, que pervertissin els hebreus. Els madianites són derrotats, les dones i els nens són assassinats, i només es salven les noies verges.
Al llibre del Gènesi, Reuel apareix com el nom d'un dels fills d'Esaú / Edom. Probablement, l'autor jahvista va elaborar en aquest passatge un relat etnogràfic per a mostrar la proximitat dels madianites i dels edomites.

## En l'Alcorà
Xuayb (àrab: شعيب, Xuʿayb) és el profeta dels madianites i dels habitants d'Al-Ayka, sent aquest lloc per a la majoria dels erudits el lloc de residència dels madianites. És un dels quatre profetes enviats específicament als àrabs.
Segons fonts àrabs, es donen dates diferents. Per a alguns, hauria viscut en el temps d'Abraham, per a altres en temps de Josep. Si l’opinió més acceptada és que és contemporani de Moisès, alguns erudits com Tabari i Ibn Kathir l’associen amb Jetró. Tot i que l'Alcorà no es refereix explícitament a la identitat de les pastores trobades per Moisès, la semblança amb el relat bíblic va fer que Xuayb fos identificat com Jetró.
La missió profètica de Xuayb s'esmenta diverses vegades a l'Alcorà, i aquest relat es construeix «segons el model d'altres narracions profètiques». La seva història es va utilitzar per a la predicació de Mahoma, que explica les al·lusions a la biografia d’aquest darrer que s'hi han inserit. Xuayb té una importància particular en el xiisme, on és, al costat del profeta exotèric Moisès, un profeta esotèric.

## En la religió drusa
Jetró, el sogre no-hebreu de Moisès, és una figura central, particularment en els ritus i pelegrinatges, de la religió drusa. Se’l veu com un profeta amb creença drusa. Nabi Xuayb és el lloc reconegut pels drusos com la tomba de Xuayb ibn Mahdan. Es troba a Hattin, a la Baixa Galilea, i és el santuari més sagrat i el lloc de peregrinació més important per als drusos. Cada any, el 25 d'abril, els drusos es reuneixen al lloc en unes festes conegudes com Ziyarat an-Nabí Xuayb per debatre sobre assumptes de la comunitat i commemorar l'aniversari de la mort de Jetró amb cants, balls i festes. Un altre santuari drus a Ein Qiniyye és el suposat cementiri de la germana de Jetrò, Sit Shahwana.
Jetró és venerat com el principal profeta de la religió drusa. Creuen que era un «profeta ocult» i «veritable» que es comunicava directament amb Déu i després transmetia aquest coneixement a Moisès, a qui descriuen com un «profeta reconegut» i «revelat». Segons la creença drusa, a Moisès se li va permetre casar-se amb Sèfora, la filla de Jetró, després d'ajudar a salvar les seves filles i el seu ramat dels pastors competidors. També es considera un avantpassat dels drusos; tal com expressen drusos tan destacats com Amal Nasser el-Din, i segons Salman Tarif, que era un destacat xeic drus, això relaciona els drusos amb els jueus a través del matrimoni. Aquesta visió s'ha utilitzat per representar un element de la relació especial entre jueus israelians i drusos. Els drusos israelians també tenen un conte popular anomenat La venjança de Jetró contra els habitants [musulmans sunnites] del poble de Hittin.

## Els altres noms de Jetró
Hi ha algun desacord sobre el(s) nom(s) del sogre de Moisès. En la traducció KJV de Jt 4:11, un home anomenat Hobab apareix com a sogre de Moisès, mentre que Nm 10:29 el converteix en «el fill de Raguel [Reuel] el madianita, el sogre de Moisès». Reuel apareix en Ex 2:16, com a «sacerdot de Madian» que tenia set filles. En Ex 2:18 es descriu com «les noies van tornar a Reuel, el seu pare». Reuel es converteix en sogre de Moisès a Ex 2:21: «Moisès va acceptar quedar-se amb l'home, que va entregar la seva filla Sèfora a Moisès en matrimoni».
A Nm 10:29, el nom hebreu Raguel és el mateix que el nom hebreu Reuel. La raó de la diferència és que el caràcter hebreu ע (ayin) a רעואל de vegades s'utilitza simplement com a vocal i de vegades com a «g», «ng» i «gn», a causa de la dificultat de la seva pronunciació pels parlants europeus. «Re-u-el», amb la primera síl·laba forta accentuada, és més proper a la pronunciació veritable. Alguns suposen que era pare de Hobab, que també es deia Jetró, una possibilitat probable.
Tanmateix, generalment es acceptat que tenia set noms: «Reuel», «Jeter», «Jetró», «Hobab», «Heber», «Queni» i «Putiel». El sogre d'Eleazar s'identificava amb Jetró interpretant el seu nom ja sigui com «qui va abandonar la idolatria» o com «que engreixava vedells per a sacrificis a l'ídol».
Segons alguns estudiosos moderns, «Jetró» era un títol que significava «la seva excel·lència» i el nom real era Reuel.